# 新編劍橋世界近代史
《新編劍橋世界近代史》（英語：The New Cambridge Modern History）是一套由英國劍橋大學出版社於1957年至1979年之間所出版的大部頭歷史著作，共有14卷。其出版目的是為提供較新的學術觀點與研究材料，以取代早先由阿克頓勳爵所主編的《劍橋世界近代史》。作品所陳述的時間範圍是從歐洲文藝復興到第二次世界大戰結束，即是1493年至1945年之間的歷史。其論述內容是以國別史、地區史、專題史的方式來呈現，亦是對世界之政治、經濟、社會、文化、思想、家庭、人口、道德倫理和科學技術方面演變的學術考察。
該作之簡體中文譯本，由中國社會科學出版社開始於1988年翻譯出版。截至2020年12月，14卷本中尚未被翻譯出版者為第4卷、第13卷（補編）、第14卷（地圖集）。

## 執筆群
該作是由喬治·克拉克爵士擔任主編，且有多位西方國家中的著名學者參與其中的寫作工作，例如：B·H·李德·哈特、費子智、A·J·P·泰勒、艾薩克·多伊徹、喬治·凱南、埃曼紐·勒華拉杜里、彼得·柏克等人。

## 觀點和立場

### 懷疑「客觀的歷史事實」之存在
英國的歷史、國際關係學者愛德華·霍列特·卡爾曾指出，與阿克頓勛爵所身處之維多利亞時代後期對史家在歷史研究上所抱持之積極、樂觀的信念相比較，1950年代的喬治·克拉克爵士和其他位撰述者在寫作上，則是去迴響戰後「垮掉的一代」的惶惑和懷疑情緒。他們從而對歷史的研究站在懷疑有否「客觀的歷史事實」（objective historical truth）存在的立場。這即是克拉克爵士於題為〈總導言：史學與近代史學家〉（General Introduction: History and the Modern Historian）的序言內所說之想法：
|  | 晚一代的歷史學家們並不瞻望任何這樣的前景。他們預料自己的工作會不斷地新舊交替。他們認為關於過去的知識是通過一個或更多的人的思想傳播下來的。是經過他們「加工」的東西，因此不可能由無法更改的那種基本的和毫無個性的最小單元所組成。他們甚至認為，就連在各個時代考古學用來作為證據的實物也不具有這些性質。一件燧石器不論多麼耐久，一座金字塔不論多麼巨大，如果我們不考察與之有關聯的事物，例如，如果我們不知道為什麼它們而不是與它們類似的其他東西留傳下來，它們就不能產生充分的證明作用。剔精抉微似乎是無窮無盡的，有些急躁的學者就遁入懷疑主義，至少遁入這樣一種學說：既然一切歷史判斷都涉及個人與觀點，則一種判斷與另一種判斷同樣有道理，因而沒有什麼「客觀的」歷史真理存在。 |

### 西方中心論
中國學者姚玉民表示，執筆群在寫作上仍然是站在西方中心論的立場來討論全世界的歷史。《新編劍橋世界近代史》所牽涉的「實際上就是資本主義發展史」。自15世紀起，以代表「文明」的歐洲為發源地，歐洲人不斷地向外擴張其勢，直至令全世界的政治、經濟、社會皆受到歐洲資本主義的發展所左右。資本主義的邏輯乃將全世界區分為如歐洲、美國的「主流國家」和其他地方的「非主流國家」。只有當與「主流國家」發生關係時，「非主流國家」才能進入「主流國家」的視野。較為具體的作品問題，即表示在其結構方面的失衡——近代歐洲歷史（中期以後包括美國歷史）所占的篇幅達九成以上。亞洲、非洲以及美洲的其他國家的歷史，則不過是歐美歷史的附帶部分。

### 專書、辭典
- 陳遠主編，《世界百科名著大辭典·社會和人文科學》，濟南：山東教育出版社，1992年。
- 愛德華·卡耳（Edward. H. Carr）著，江政寬譯，《何謂歷史？》，臺北：博雅書屋有限公司，2009年2月。

### 期刊論文
- 姚玉民，〈簡評《新編劍橋世界近代史》〉，《 世界歷史》，第6期（北京，1999年），頁108-111。
- 郭沂紋，〈《新編劍橋世界近代史》中譯本即將問世〉，《 世界歷史》，第5期（北京，1999年），頁125。

## 外部連結
- New Cambridge Modern History（英文）